# Skeletons (Dihaj-Lied)
Skeletons (englisch ‚Skelette‘) ist ein Lied der aserbaidschanischen Sängerin Dihaj, mit dem sie Aserbaidschan beim Eurovision Song Contest 2017 vertrat.

## Hintergrund
Am 5. Dezember 2016 wurde angekündigt, dass die Sängerin Diana Hacıyeva unter ihrem Künstlernamen Dihaj für Aserbaidschan beim Eurovision Song Contest in Kiew antreten wird. Am 11. März 2017 wurde das Lied erstmals von CAP-Sounds inklusive eines Musikvideos veröffentlicht, offiziell erschienen ist es vier Tage später am 15. März.

## Komposition

### Text
Der Text für Skeletons stammt von der Schwedin Sandra Bjurman und der Sängerin selbst. Erstere schrieb bereits zahlreiche aserbaidschanische Beiträge für den Eurovision Song Contest, darunter Running Scared und Drip Drop. In dem Lied geht es um die romantischen Beziehungen der Sängerin und die Schwierigkeiten, die daraus entstehen. Dihaj selbst sagt, sie wolle mit dem Songtitel „Skeletons“ provozieren. Es sei wichtig, auf der Welt gehört zu werden, egal ob man anders ist oder nicht.

### Musik
Komponiert wurde das Lied von dem aserbaidschanischen Komponisten Isa Melikov. Er war bereits für Aserbaidschans Siegertitel beim Eurovision Song Contest 2011 verantwortlich. In den Strophen von Skeletons kommt ein mystischer, sphärischer Sound auf, der für Dihaj typisch ist. Im Refrain folgt ein Bruch und das Lied wird wieder eingängiger.

## Beim Eurovision Song Contest
Am 31. Januar 2017 wurde Aserbaidschan der ersten Hälfte des ersten Halbfinales zugelost. Am 31. März 2017 wurde die Startreihenfolge veröffentlicht. Dihaj qualifizierte sich mit Skeletons am 9. Mai von Startnummer 8 aus mit Platz 8 für das Finale am 13. Mai, wo sie den 14. Platz belegte.